# 本·阿弗莱克
班傑明·蓋佐·艾佛列克-博爾特（1972年8月15日—）或簡稱班·艾佛列克（英語：Ben Affleck），美國男演員、導演、製片人和編劇。最初出演了凱文·史密斯的《耍酷一族》（1995年）、《愛，上了癮》（1997年）和《怒犯天條》（1999年）而開始受到大眾關注。1997年，艾佛列克身為編劇的成就獲得了認可，和好友麥特·戴蒙共同執筆的《心靈捕手》獲得了奥斯卡最佳原著劇本獎和金球獎最佳劇本。而短片《俺干掉了蕾丝边老婆，把这娘们吊在了肉钩子上，于是俺现在跟迪士尼签了三部电影的合约啦》（1993年）爲其導演處女作。
艾佛列克執導的長片處女作《失蹤人口》（2007年）贏得了國家評論協會獎最佳導演處女作和作為導演的認可。而後亦自導自編自演了《竊盜城》（2010年）和《亞果出任務》（2012年），贏得了金球獎最佳導演、英國電影學院獎最佳導演、導演協會獎最佳導演、金球獎最佳戲劇類影片、英國電影學院獎最佳影片的製片人協會獎以及奧斯卡最佳影片獎。
艾佛列克和麥特·戴蒙分別於2000年和2012年創立製片公司LivePlanet、珍珠街影業。他也於2014年上映的暢銷小說改編電影《消失的愛人》（原著作者為吉莉安·弗琳）中飾演尼克·鄧恩。2016年起在DC擴展宇宙中飾演布魯斯·韋恩／蝙蝠俠，以及在黑幫電影《夜行人生》中身兼執導、編劇和主演。除了影視工作外，艾佛列克也積極參與政治和慈善事業。
艾佛列克的弟弟凱西·艾佛列克也是演員，兩人在多部電影合作過，其中包括《心靈捕手》及《失蹤人口》。他曾在1998年和葛妮絲·派特洛交往過，而與演員兼歌手詹妮弗·洛佩兹的高調交往則被媒體戲稱為「班妮佛」；在吸引全世界媒體的關注以後，2004年兩人分手。艾佛列克2005年6月起和珍妮佛·嘉納結婚，他們有兩個女兒和一個兒子。他於2015年打算與嘉納離婚，並答應共同扶養小孩，於2018年正式辦理。艾佛列克2022年與珍妮佛·羅培茲結婚；後於2024離婚。

## 早年
班·艾佛列克生於加利福尼亞州柏克萊，在年幼時就隨家人搬到了麻省劍橋市。他在墨西哥住了一年，13歲時就已經會說西班牙語。母親克里絲汀·安妮·「克里絲」·艾佛列克（Christine Anne "Chris" Affleck），娘家姓為博爾特（Boldt），是一所公立學校的老師和1960年代的自由乘車者。父親提莫西·拜爾斯·艾佛列克（Timothy Byers Affleck）是藥劑師、社會工作者、守門員、汽車修理工、調酒師、作家、導演和波士頓劇團的演員。

## 職業生涯
1997年，艾佛列克与挚交马特·戴蒙自编自演电影《心靈捕手》获得奧斯卡金像獎最佳原创剧本奖，自此正式踏上明星之路。從1995年的《耍酷一族》起，艾佛列克常在好友凱文·史密斯執導的電影中參演。艾佛列克於1990年代至2000年代大紅，主演過多部知名大片，包括《莎翁情史》（1998年）、麥可·貝電影《世界末日》（1998年）和《珍珠港》（2001年）、《恐懼的總和》（2002年）、《紐澤西愛未眠》（2004年）和《他其實沒那麼喜歡妳》（2009年）等。在2003年改編自漫威漫畫旗下同名漫畫的電影《夜魔俠》中主演麥特·墨鐸／夜魔俠。該片發行後口碑和票房都不佳；之後在2005年的《幻影殺手》中出演同角色，但鏡頭被刪減。但諸如《世界末日》、《珍珠港》、《夜魔俠》、《絕配殺手》（2003年）、《記憶裂痕》（2003年）、《誰來陪我過聖誕》（2004年）和《紐澤西愛未眠》等一些商業失敗作使他成為金酸莓獎常客。
艾佛列克也是名導演、編劇和製片人；執導首部電影為1993年的短片《俺干掉了蕾丝边老婆，把这娘们吊在了肉钩子上，于是俺现在跟迪士尼签了三部电影的合约啦》，反應平平，而2007年執導的長片《失蹤人口》和2010年的《竊盜城》則取得普遍好評。2013年，他憑《亞果出任務》獲得第70屆金球獎最佳導演獎及最佳劇情片獎，以及第85届奥斯卡金像奖最佳影片、最佳改編劇本和最佳剪辑三座奖。2014年，艾佛列克出演的《消失的愛人》贏得了高評。

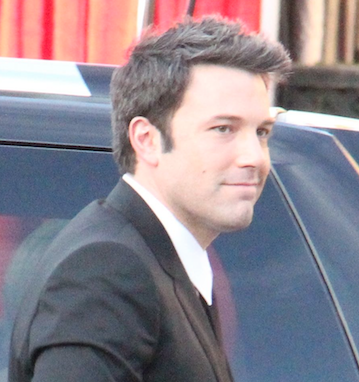
2014年，艾佛列克出席於第20屆美國演員工會獎的典禮場上

早於2012年8月，據報導，艾佛列克被華納兄弟看上能出演《正義聯盟》，而本人也很贊成。2013年8月22日曾宣布，班將扮演在2016年《超人：鋼鐵英雄》續集《蝙蝠俠對超人：正義曙光》中的蝙蝠俠，但頗受大眾爭議，現今已漸平息。繼《超人：鋼鐵英雄》續集班也開始拍攝他的下一個導演作品。後來《超人：鋼鐵英雄》的續集因他的腳受傷和將有許多大電影競爭緣故，電影延期至2016年。2014年8月14日，艾佛列克接受《娛樂周刊》對他主演的電影《消失的愛人》做採訪時也順便回答了對於粉絲們批評他成為蝙蝠俠的議題，他表示自己已經為這角色積極地練了身體，而華納兄弟曾問他是否面臨粉絲們的批評仍要答應接演蝙蝠俠，而艾佛列克最後還是答應了；他認為大家都有表達自己意見的權利，也肯定地說：「如果我認定自己做不到那就不會這麼做了。」此外艾佛列克也認為克里斯·泰瑞歐寫的劇本相當地好。
2015年11月，艾佛列克開始他第四次導演計劃《夜行人生》，改編自丹尼斯·勒翰的同名小說。艾佛列克寫的劇本與原作相異許多，是一部關於黑幫史詩的道德故事。電影定於2017年推出，並將與柔伊·莎達娜、席安娜·米勒和艾兒·芬妮。2017年和2019年，他的蝙蝠俠角色被安排出演《正義聯盟》和《正義聯盟2》。2015年7月，宣布艾佛列克將執導和主演蝙蝠俠獨立電影，並與漫畫家傑夫·強斯共同撰寫劇本。在此之前，2013年時，他還曾爭取過《STAR WARS：原力覺醒》的執導權。
2016年，據報導，他有望執導和主演阿嘉莎·克莉絲蒂的短篇小說《情婦》的改編電影。他所主演的動作驚悚片《會計師》由蓋文·歐唐納執導，該片於2016年10月上映，並獲得成功的票房。之後又在《回歸之路》中與歐唐納再度合作，口碑優異。
2017年1月，艾佛列克宣布放弃执导蝙蝠侠独立电影，他表示自己壓力過大，難以同時擔任導演和演員的工作。而他也繼續擔任監製和編劇。同时他自导自编自演的黑帮电影《夜行人生》获得了票房口碑的双败。
2019年2月，艾佛列克宣布他已不再是蝙蝠俠的飾演者，但仍擔任本片的監製。而該角之後由羅伯·派汀森接任。儘管如此，艾佛列克仍於2020年8月確認在電影《閃電俠》中再次飾演蝙蝠俠。之後以蝙蝠俠身份回歸《正義聯盟》導演剪輯版《查克·史奈德之正義聯盟》的補拍工作，電影於2021年發行，評價以正面居多，之後也確認他會回歸《水行俠 失落王國》（2023年）再次飾演蝙蝠俠（鏡頭被刪減）。

## 私生活

### 感情關係及家庭
艾佛列克曾與演員葛妮絲·派特洛於1997年到2000年間交往過，他們最初在1997年10月開始約會。兩人先在Miramax餐會見過面，後又於《莎翁情史》（1998年）一起工作過。雖然於1999年1月兩人分了手，但在幾個月後，派特洛又和艾佛列克在一起。2000年10月，他們再次分手。
艾佛列克曾於2002至2004年間與演員兼歌手的詹妮弗·洛佩兹交往。兩人於2002年7月開始約會，還共同製作了MV〈街區來的珍妮〉和出演《紐澤西愛未眠》。兩人的高調關係被媒體戲稱為「班妮佛」（Bennifer）。他們於2002年11月正式交往，且計劃於2003年9月14日在加州聖塔芭芭拉舉行婚禮；但因「媒體過度關注」的緣故而延遲。兩人於2004年1月分了手。洛佩茲後來解釋是因為與艾佛列克相處不適和媒體的「監視」而分手：「我不認為我曾傷心欲絕。未來-有這麼多的希望和夢想的東西」。2013年，艾佛列克說，他和洛佩茲偶爾會見面：「我尊重她，我喜歡她」。
2004年中，他與珍妮佛·嘉納開始交往。一開始兩人於《珍珠港》（2001年）和《夜魔俠》（2003）的合作中成為了朋友。他們於2005年4月結婚，2005年6月29日在特克斯和凱科斯群島舉行儀式。由維克多·賈博擔任主持人，同時也是唯一的客人。他們有三個孩子：長女（生於2005年）、次女（生於2009年）和兒子。2015年6月30日，夫妻倆宣布，兩人正在辦理離婚手續，而結束長達10年的婚姻；並聲明未來仍會共同扶養小孩和維持友好關係。兩人於2017年4月提交法院文件，於2018年正式離婚。
2017年，據報導，艾佛列克正與電視製片人琳賽·休庫斯交往中。這段感情維持了一年左右結束。2020年3月，被报道正在与西班牙女演员安娜·德哈瑪斯交往，两人之前在电影《深水》中合演并相识。兩人直到2021年1月和平分手。
艾佛列克與長期友好的洛佩兹於2021年4月再次開始交往。在他們第一次見面二十年後，洛佩兹公開證實了他們在7月重燃的戀情。關於兩人第二次訂婚的謠言自從他們重新點燃了浪漫史以來就一直在流傳。2022年4月，洛佩兹證實與艾佛列克訂婚；兩人2022年7月16日在拉斯維加斯結婚。夫妻倆2024年4月26日分居，洛佩茲於2024年8月20日向艾佛列克提出離婚。離婚於2025年2月21日完成。

### 運動
艾佛列克本身是波士頓紅襪球隊的狂熱球迷。他為紀錄片《貝比魯斯魔咒》（2003年）、《紅襪寶貝》（2007年）、《波士頓紅襪隊：世界大賽冠軍》（2013年）擔任旁白。而他還支持新英格蘭愛國者和波士頓塞爾提克。

### 賭博
2000年初，艾佛列克曾經求教於撲克專業人士阿米爾·瓦赫迪與安妮·杜克。他贏得了2004年加利福尼亞州的撲克冠軍賽，獲得了35.64萬美元的獎金和一等獎獎盃，並取得2004年世界撲克巡迴賽最終賽的資格。同樣於2004年，他否認了關於賭癮的小報報導。2000年代中期，艾佛列克因高賭注的撲克比賽而在洛杉磯地區擁有住宅和酒店套房。2014年，艾佛列克被拉斯維加斯的堅石酒店禁止玩二十一點，因為身為常勝軍的他被懷疑有使用「密技」。

## 獎項
| 年份 | 獎項                       | 類別                                             | 項目                                                                                      | 結果 |
| ---- | -------------------------- | ------------------------------------------------ | ----------------------------------------------------------------------------------------- | ---- |
| 1997 | 奧斯卡金像獎               | 最佳原創劇本（與麥特·戴蒙共享）                  | 《心靈捕手》                                                                              | 獲獎 |
| 1997 | 金球獎                     | 最佳劇本（與麥特·戴蒙共享）                      | 《心靈捕手》                                                                              | 獲獎 |
| 1997 | 衛星獎                     | 最佳原創劇本（與麥特·戴蒙共享）                  | 《心靈捕手》                                                                              | 獲獎 |
| 1997 | MTV電影大獎                | 最佳銀幕搭檔（與麥特·戴蒙共享）                  | 《心靈捕手》                                                                              | 提名 |
| 1997 | 美國演員工會獎             | 最佳整體演出                                     | 《心靈捕手》                                                                              | 提名 |
| 1998 | 美國演員工會獎             | 最佳整體演出                                     | 《莎翁情史》                                                                              | 獲獎 |
| 1998 | MTV電影大獎                | 最佳男配角-電影類                                | 《世界末日》                                                                              | 提名 |
| 1998 | MTV電影大獎                | 最佳銀幕搭檔（與麗芙·泰勒共享）                  | 《世界末日》                                                                              | 提名 |
| 1998 | 土星獎                     | 最佳電影男配角                                   | 《世界末日》                                                                              | 提名 |
| 1998 | 金酸莓獎                   | 最差搭檔（與麗芙·泰勒共享）                      | 《世界末日》                                                                              | 提名 |
| 2000 | MTV電影大獎                | 最佳接吻戲（與葛妮絲·派特洛共享）                | 《當真愛來敲門》                                                                          | 提名 |
| 2001 | 金酸莓獎                   | 最差男主角                                       | 《珍珠港》                                                                                | 提名 |
| 2001 | 金酸莓獎                   | 最差搭檔（與凱特·貝琴薩、喬許·哈奈特共享）       | 《珍珠港》                                                                                | 提名 |
| 2002 | 艾美獎                     | 最佳真人秀節目                                   | 《綠光計畫》                                                                              | 提名 |
| 2003 | 墨西哥MTV電影大獎          | 最性感英雄                                       | 《夜魔俠》                                                                                | 提名 |
| 2003 | 墨西哥MTV電影大獎          | 最佳接吻戲（與珍妮佛·嘉納共享）                  | 《夜魔俠》                                                                                | 提名 |
| 2003 | 金酸莓獎                   | 最差男主角                                       | 《絕配殺手》                                                                              | 獲獎 |
| 2003 | 金酸莓獎                   | 最差搭檔（與珍妮佛·羅培茲共享）                  | 《絕配殺手》                                                                              | 獲獎 |
| 2003 | 金酸莓獎                   | 最差男主角                                       | 《記憶裂痕》                                                                              | 獲獎 |
| 2003 | 斯汀克爛片獎               | 最差男演員                                       | 《絕配殺手》、《夜魔俠》和《記憶裂痕》                                                    | 獲獎 |
| 2003 | 斯汀克爛片獎               | 最差男性假口音                                   | 《絕配殺手》                                                                              | 獲獎 |
| 2003 | 斯汀克爛片獎               | 最差銀幕情侶（與珍妮佛·羅培茲共享）              | 《絕配殺手》                                                                              | 獲獎 |
| 2004 | 金酸莓獎                   | 最差男主角                                       | 《誰來陪我過聖誕》                                                                        | 提名 |
| 2004 | 金酸莓獎                   | 最差男主角                                       | 《紐澤西愛未眠》                                                                          | 提名 |
| 2004 | 金酸莓獎                   | 最差搭檔（與珍妮佛·羅培茲、麗芙·泰勒共享）       | 《紐澤西愛未眠》                                                                          | 提名 |
| 2004 | 艾美獎                     | 最佳真人秀節目                                   | 《綠光計畫》                                                                              | 提名 |
| 2006 | 威尼斯影展                 | 沃爾庇杯最佳男演員                               | 《銀色殺機》                                                                              | 獲獎 |
| 2006 | 土星獎                     | 最佳電影男配角                                   | 《銀色殺機》                                                                              | 獲獎 |
| 2006 | 金球獎                     | 最佳電影男配角                                   | 《銀色殺機》                                                                              | 提名 |
| 2007 | 奥斯汀影评人协会奖         | 最佳首部電影                                     | 《失蹤人口》                                                                              | 獲獎 |
| 2007 | 波士顿影评人协会奖         | 最佳新興電影人                                   | 《失蹤人口》                                                                              | 獲獎 |
| 2007 | 波士顿影评人协会奖         | 最佳整體演出                                     | 《失蹤人口》                                                                              | 提名 |
| 2007 | 芝加哥影评人协会奖         | 最具潛力電影人                                   | 《失蹤人口》                                                                              | 獲獎 |
| 2007 | 好萊塢影展                 | 年度突破導演                                     | 《失蹤人口》                                                                              | 獲獎 |
| 2007 | 國家評論協會獎             | 最佳導演處女作                                   | 《失蹤人口》                                                                              | 獲獎 |
| 2007 | 奧克拉荷馬影評人協會獎     | 最佳長片                                         | 《失蹤人口》                                                                              | 獲獎 |
| 2007 | 線上影評人協會獎           | 最佳突破電影人                                   | 《失蹤人口》                                                                              | 提名 |
| 2010 | 金酸莓獎                   | 十年最差男演員                                   | 《夜魔俠》、《絕配殺手》、《紐澤西愛未眠》、 《記憶裂痕》、《珍珠港》和《誰來陪我過聖誕》 | 提名 |
| 2010 | 木星獎                     | 最佳國際男主角                                   | 《合夥人》                                                                                | 提名 |
| 2010 | 棕櫚泉國際電影節           | 主席獎                                           | 《竊盜城》                                                                                | 獲獎 |
| 2010 | 聖地牙哥影評人協會         | 最佳改編劇本（與彼得·克萊格、亞倫·斯托卡德共享） | 《竊盜城》                                                                                | 提名 |
| 2012 | 奧斯卡金像獎               | 最佳影片                                         | 《亞果出任務》                                                                            | 獲獎 |
| 2012 | 美國電影學院               | 2012年美國電影學院獎                             | 《亞果出任務》                                                                            | 獲獎 |
| 2012 | 英國電影學院獎             | 最佳男主角                                       | 《亞果出任務》                                                                            | 提名 |
| 2012 | 英國電影學院獎             | 最佳導演                                         | 《亞果出任務》                                                                            | 獲獎 |
| 2012 | 英國電影學院獎             | 最佳影片                                         | 《亞果出任務》                                                                            | 獲獎 |
| 2012 | 美國導演工會獎             | 最佳導演-故事片類                                | 《亞果出任務》                                                                            | 獲獎 |
| 2012 | 金球獎                     | 最佳導演                                         | 《亞果出任務》                                                                            | 獲獎 |
| 2012 | 金球獎                     | 最佳戲劇類影片                                   | 《亞果出任務》                                                                            | 獲獎 |
| 2012 | MTV電影大獎                | 最佳演出                                         | 《亞果出任務》                                                                            | 提名 |
| 2012 | 美國製片人協會獎           | 最佳戲劇電影                                     | 《亞果出任務》                                                                            | 獲獎 |
| 2012 | 衛星獎                     | 最佳導演                                         | 《亞果出任務》                                                                            | 提名 |
| 2012 | 衛星獎                     | 最佳影片                                         | 《亞果出任務》                                                                            | 提名 |
| 2012 | 美國演員工會獎             | 最佳整體演出                                     | 《亞果出任務》                                                                            | 獲獎 |
| 2012 | 青少年票選獎               | 電影票選獎：戏剧片                               | 《亞果出任務》                                                                            | 提名 |
| 2012 | 青少年票選獎               | 電影票選獎：劇情類男演員                         | 《亞果出任務》                                                                            | 提名 |
| 2012 | 愛爾蘭電影電視獎           | 最佳國際男主角                                   | 《亞果出任務》                                                                            | 提名 |
| 2012 | 義大利在線電影獎           | 最佳影片                                         | 《亞果出任務》                                                                            | 提名 |
| 2012 | 義大利在線電影獎           | 最佳導演                                         | 《亞果出任務》                                                                            | 提名 |
| 2012 | 電影旬報                   | 十佳獎最佳外語片                                 | 《亞果出任務》                                                                            | 提名 |
| 2012 | 棕櫚泉國際電影節           | 全體演員獎                                       | 《亞果出任務》                                                                            | 獲獎 |
| 2012 | 鳳凰城影評人協會           | 最佳導演                                         | 《亞果出任務》                                                                            | 提名 |
| 2012 | 鳳凰城影評人協會           | 最佳整體演出                                     | 《亞果出任務》                                                                            | 提名 |
| 2012 | 羅伯獎                     | 最佳美國電影                                     | 《亞果出任務》                                                                            | 獲獎 |
| 2012 | 聖地牙哥影評人協會         | 最佳導演                                         | 《亞果出任務》                                                                            | 獲獎 |
| 2012 | 聖地牙哥影評人協會         | 最佳整體演出                                     | 《亞果出任務》                                                                            | 提名 |
| 2012 | 聖路易斯影評人協會         | 最佳導演                                         | 《亞果出任務》                                                                            | 獲獎 |
| 2012 | 聖路易斯影評人協會         | 最佳男配角                                       | 《亞果出任務》                                                                            | 提名 |
| 2012 | 東南影評人協會獎           | 最佳導演                                         | 《亞果出任務》                                                                            | 獲獎 |
| 2014 | 金酸梅獎                   | 最佳贖莓獎                                       | 《消失的愛人》和《亞果出任務》                                                            | 獲獎 |
| 2015 | 艾美獎                     | 最佳真人秀節目                                   | 《綠光計畫》                                                                              | 提名 |
| 2016 | 青少年票選獎               | 電影票選獎：科幻／奇幻類男演員                   | 《蝙蝠俠對超人：正義曙光》                                                                | 提名 |
| 2016 | 金酸莓獎                   | 最差男主角                                       | 《蝙蝠俠對超人：正義曙光》                                                                | 提名 |
| 2016 | 金酸莓獎                   | 最差搭檔（與亨利·卡維爾共享）                    | 《蝙蝠俠對超人：正義曙光》                                                                | 獲獎 |
| 2016 | 兒童票選獎                 | 最受歡迎電影的男演員                             | 《蝙蝠俠對超人：正義曙光》                                                                | 提名 |
| 2016 | 兒童票選獎                 | 最受歡迎動作明星                                 | 《蝙蝠俠對超人：正義曙光》                                                                | 提名 |
| 2016 | 兒童票選獎                 | 最受歡迎友敵組合（與亨利·卡維爾共享）            | 《蝙蝠俠對超人：正義曙光》                                                                | 提名 |
| 2016 | 木星獎                     | 最佳國際男演員                                   | 《會計師》                                                                                | 提名 |
| 2016 | 艾美獎                     | 最佳真人秀節目                                   | 《綠光計畫》                                                                              | 提名 |
| 2020 | 全美民選獎                 | 2020年劇情片之星                                 | 《回歸之路》                                                                              | 提名 |
| 2020 | 日落電影圈獎               | 最佳男主角                                       | 《回歸之路》                                                                              | 提名 |
| 2020 | 印第安纳电影记者协会獎     | 最佳男主角                                       | 《回歸之路》                                                                              | 提名 |
| 2020 | 好萊塢影評人協會獎         | 最佳男主角                                       | 《回歸之路》                                                                              | 提名 |
| 2020 | 廣播影評人協會獎           | 最佳男主角                                       | 《回歸之路》                                                                              | 提名 |
| 2021 | 圣路易斯影评人协会奖       | 最佳男配角                                       | 《最後的決鬥》                                                                            | 提名 |
| 2021 | 金球獎                     | 最佳電影男配角                                   | 《溫柔酒吧》                                                                              | 提名 |
| 2021 | 美國演員工會獎             | 最佳電影男配角                                   | 《溫柔酒吧》                                                                              | 提名 |
| 2021 | 金酸莓獎                   | 最差男配角                                       | 《最後的決鬥》                                                                            | 提名 |
| 2023 | 好萊塢影評人協會季中電影獎 | 最佳影片                                         | 《AIR》                                                                                   | 提名 |
| 2023 | 好萊塢影評人協會季中電影獎 | 最佳導演                                         | 《AIR》                                                                                   | 提名 |
| 2023 | 好萊塢影評人協會季中電影獎 | 最佳男配角                                       | 《AIR》                                                                                   | 提名 |
| 2023 | 哥譚獨立電影獎             | 有遠見偶像和創作者致敬                           | 《AIR》                                                                                   | 獲獎 |
| 2023 | 中心地帶電影               | 真人電影獎                                       | 《AIR》                                                                                   | 獲獎 |
| 2023 | 阿斯特拉電影獎             | 最佳導演                                         | 《AIR》                                                                                   | 提名 |
| 2023 | 金球獎                     | 最佳音樂及喜劇電影                               | 《AIR》                                                                                   | 提名 |

## 外部連結
- 本·阿弗莱克在互联网电影资料库（IMDb）上的資料（英文）
- 本·阿弗莱克在豆瓣上的资料（简体中文）
- 在AllMovie上本·阿弗莱克的頁面（英文）
- 本·阿弗莱克的X（前Twitter）
- 本·阿弗莱克的Facebook專頁
- 本·阿弗莱克的Instagram帳戶